# Discodiaspis janinae
Discodiaspis janinae är en insektsart som beskrevs av Alfred Serge Balachowsky 1970. Discodiaspis janinae ingår i släktet Discodiaspis och familjen pansarsköldlöss.
Artens utbredningsområde är Centralafrikanska republiken. Inga underarter finns listade i Catalogue of Life.